# 乔瓦尼·贾科马齐
乔瓦尼·贾科马齐（義大利語：Giovanni Giacomazzi，1928年1月18日—1995年12月12日），意大利男子足球运动员，场上位置是后卫。他曾代表意大利国家队参加1954年国际足联世界杯，结果获得第十名。